# Мелаані
Мелаані (груз. მელაანი) — село в Грузії.
За даними перепису населення 2014 року в селі проживає 1079 осіб.